# Jauriskampel
Jauriskampel är en bergstopp i Österrike.   Den ligger i distriktet Murtal och förbundslandet Steiermark, i den centrala delen av landet, 180 km sydväst om huvudstaden Wien. Toppen på Jauriskampel är 2 064 meter över havet, eller 25 meter över den omgivande terrängen. Bredden vid basen är 0,09 km.
Terrängen runt Jauriskampel är kuperad åt nordost, men åt sydväst är den bergig. Runt Jauriskampel är det ganska glesbefolkat, med 22 invånare per kvadratkilometer.. Närmaste större samhälle är Bretstein, 10,1 km öster om Jauriskampel. 
I omgivningarna runt Jauriskampel växer i huvudsak blandskog.